# Harry Potter: WK Zwerkbal
Harry Potter: WK Zwerkbal (Engelse titel: Harry Potter: Quidditch World Cup) is een computerspel uit 2003 van Electronic Arts en EA Sports. Het is beschikbaar voor Nintendo GameCube, PlayStation 2, pc, Xbox en Game Boy Advance.

## Gameplay
In het sportspel wordt de fictieve Harry Potter-sport Zwerkbal gespeeld. Wedstrijden kunnen plaatsvinden op Zweinstein met de schoolteams Griffoendor, Huffelpuf, Ravenklauw en Zwadderich. Tevens zijn wereldkampioenschappen mogelijk met de teams uit de Verenigde Staten, Engeland, Frankrijk, Duitsland, Scandinavië, Japan, Spanje, Australië en Bulgarije.